# Dactylorhiza majalis
Dactylorhiza majalis là một loài thực vật có hoa trong họ Lan. Loài này được (Rchb.) P.F.Hunt & Summerh. mô tả khoa học đầu tiên năm 1965.

## Phân bố
Dactylorhiza majalis phân bố rộng khắp phần lớn châu Âu và Trung-Bắc châu Á từ Tây Ban Nha và Ireland đến Siberia và Kazakhstan.

## Hình ảnh

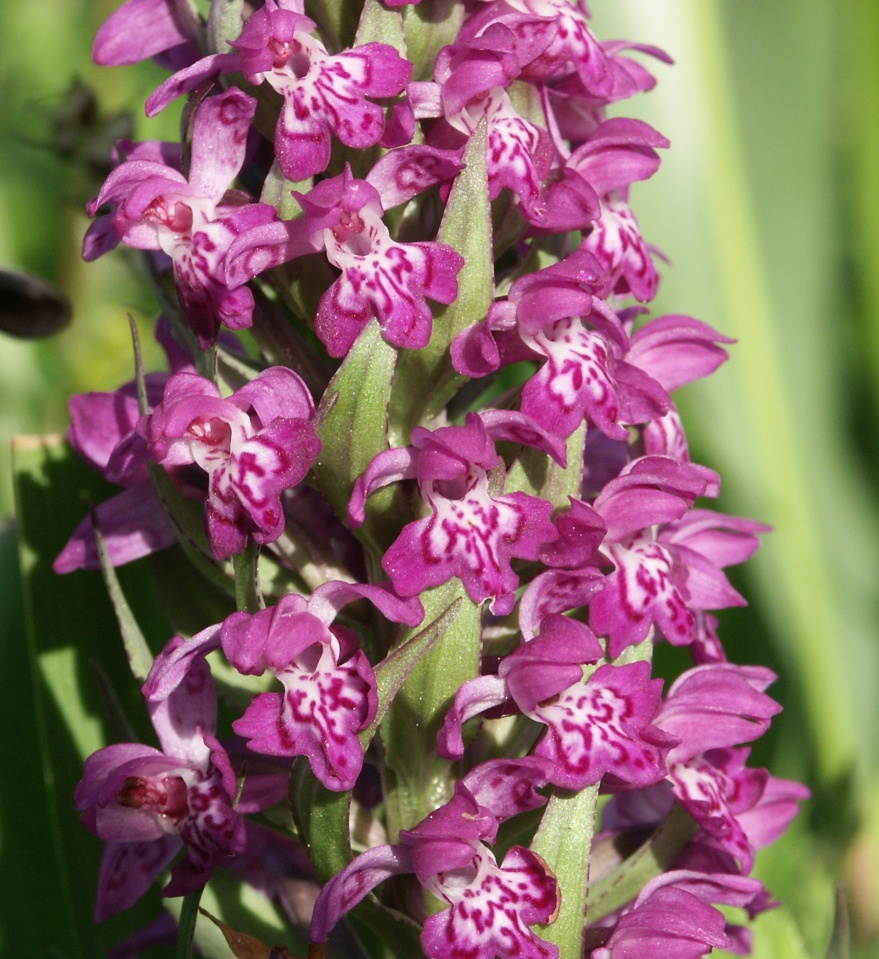
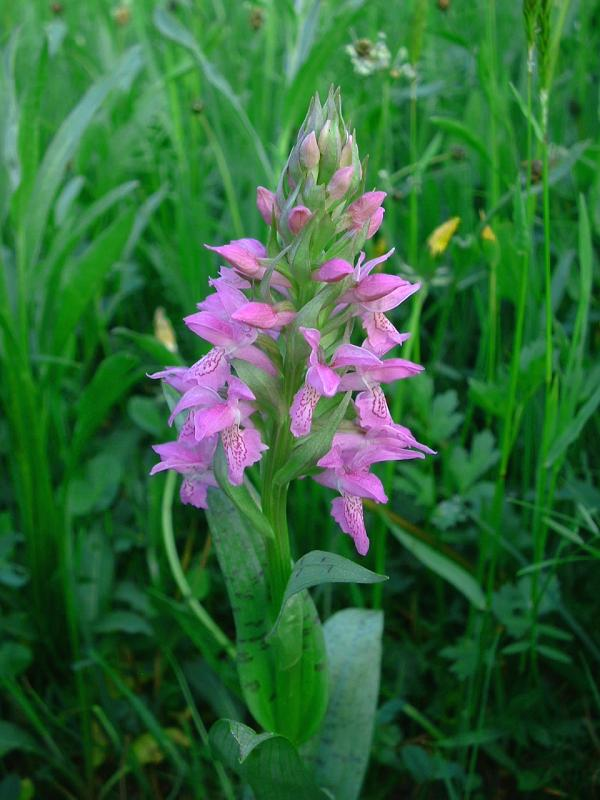
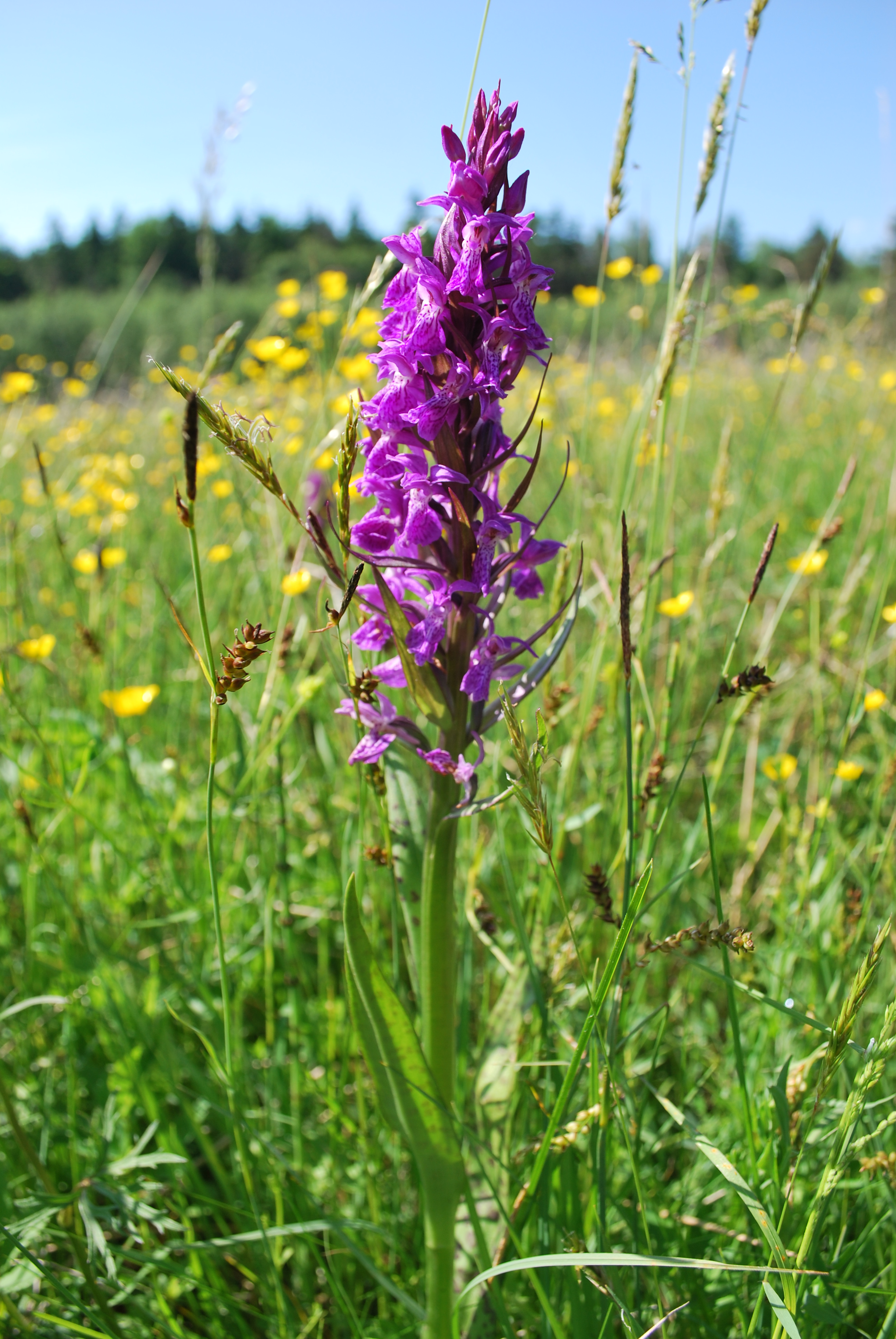
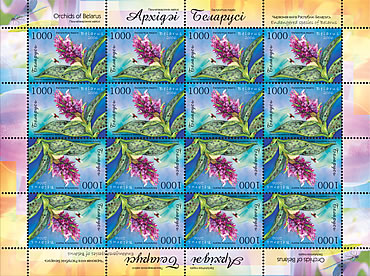